# Vizcondado de Casa Aguilar
El vizcondado de Casa Aguilar es un título nobiliario español creado por el rey Alfonso XIII en favor de Florestán Aguilar Rodríguez, catedrático de la Escuela de Odontología, profesor de la misma y médico odontólogo de la Real Casa, mediante real decreto del 21 de mayo de 1928 y despacho expedido el 1 de febrero de 1929.

## Vizcondes de Casa Aguilar
|                           | Titular                       | Periodo                   |
| Creación por Alfonso XIII | Creación por Alfonso XIII     | Creación por Alfonso XIII |
| ------------------------- | ----------------------------- | ------------------------- |
| I                         | Florestán Aguilar Rodríguez   | 1929-1934                 |
| II                        | Florestán Mascías e Iriarte   | 1953-¿?                   |
| III                       | Florestán Mascías Santa María | 1999-hoy                  |

## Historia de los vizcondes de Casa Aguilar
- Florestán Aguilar Rodríguez (1872-1934), I vizconde de Casa Aguilar, Gran Cruz de Isabel la Católica.[2]

Casó con María Iruretagoyena y Lanz. En 1953, tras solicitud cursada el 12 de marzo de 1951 (BOE del día 20) y orden del 30 de septiembre de 1952 para que se expida la correspondiente carta de sucesión (BOE del 17 de octubre), le sucedió el nieto de su hermana, es decir, su sobrino nieto:
- Florestán Mascías e Iriarte (1927-¿?), II vizconde de Casa Aguilar.

Casó en 1963 con Ángela Santa María y García de la Chica. El 28 de septiembre de 1999, tras solicitud cursada el 19 de febrero del mismo año (BOE del 7 de abril) y orden del 8 de junio para que se expida la correspondiente carta de sucesión (BOE de 16 de julio), le sucedió su hijo:
- Florestán Mascías Santa María, III vizconde de Casa Aguilar.